# Bloc d'Oposició Popular Natàlia Vitrenko
El Bloc d'Oposició Popular Natàlia Vitrenko (ucraïnès Блок Наталії Вітренко «Народна опозиція» Blok Natalii Vitrenko Narodna Opoziciya) fou una coalició política ucraïnesa que es presentà a les eleccions al Parlament d'Ucraïna de 2006, formada per:
- Partit Socialista Progressista d'Ucraïna (Прогресивна соціалістична партія України)
- Partit Unió Russo-Ucraïnesa (Партія "Русько-Український Союз (Русь)")

En el seu programa reclamava que el rus fos la segona llengua oficial d'Ucraïna, s'oposen a l'entrada d'Ucraïna a l'OTAN i reclamen reforçar els lligams entre Ucraïna, Rússia i Belarús.
A les eleccions va rebre 742.704 vots (el 2,93%), però com no va arribar al llindar del 3%, no va obtenir representació parlamentària. No obstant això, el bloc va superar el llindar del 3% en algunes regions, i va rebre representació en molts governs locals. En particular, tenen representants a tots els consells regionals del Sud i l'Est d'Ucraïna, a Rada Suprema de la República Autònoma de Crimea, a Sebastòpol, i a la província de Sumi.

## Vots obtinguts pel bloc per províncies

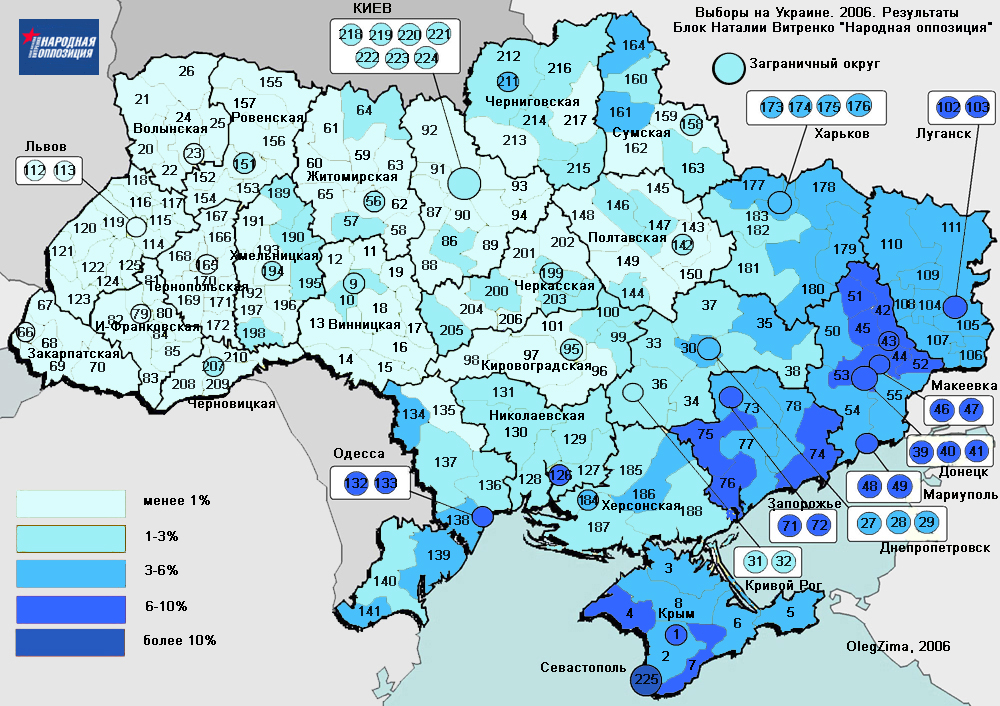
Vots obtinguts pel bloc per províncies